# Brixia strigosa
Brixia strigosa är en insektsart som beskrevs av Van Stalle 1983. Brixia strigosa ingår i släktet Brixia och familjen kilstritar. Inga underarter finns listade i Catalogue of Life.